# Драматургійне товариство
Драматургійне товариство
«Dramaturgische Gesellschaft» («Драматургійне товариство») — це асоціація працівників та студентів з Німеччини, Австрії та Швейцарії. Товариство було створене в Берліні.
Історія та структура
«Dramaturgische Gesellschaft» було заснована в Берліні в 1956 році і виникло разом з «Dramaturgischen Arbeitskreis»,яка була заснована в 1953 році. Окрім драматургів, серед їх членів є режисери, директор, актори, видавці та журналісти. Вона має близько 600 членів клубу, у тому числі 10 корпоративних (станом на червень 2011 року). Почесними членами є Манфред Бейлхарз, Клаус Пірвос та Пітер Шпулер. У січні 2011 року Християнин Гольцхауер був обраний спадкоємцем давнього голови товариства«Dramaturgische Gesellschaft» Пітера Спаухлера. З липня 2009 року виконавчий директор асоціації є диригентством та незалежним виробничим директором Сюзанною Яєшке.
На Генеральній Асамблеї під час роботи в Лінці 2015 року до складу ради були обрані наступні члени: Крістіан Хольцхауер (голова), Уве Госсел (заступник голови), Катрін Білігк, Наталі Дрімейер, Амелі Малльманн, Кріста Хоман та Харальд Вольф.
Завдання та цілі
Цілями «Dramaturgische Gesellschaft» є обговорення та формулювання художніх та суспільно-політичних позицій, а також сприйняття та дотримання професійних інтересів. Вона спрямована на підвищення обізнаності громадськості про естетико-концептуальні та художньо-соціально-політичні аспекти драматургії. Це має бути досягнуто шляхом сприяння обміну досвідом її членів та інших зацікавлених сторін, співпраці з іншими установами та асоціаціями, заохочення молодих дослідників, заяви про розвиток культурної політики, надання інформації про драматургійні проблеми та розміщення ораторів.
З 1983 року двічі на рік асоціація публікує спеціалізований журнал, який до 2005року називався «Драматургом», а згодом з'явився під назвоюм «Драматургія».
У січні 1997 року в « Dramaturgische Gesellschaft» було створено « Форум драматургів», який повинен стати місцем для молодих драматургів та інших зацікавлених сторін для читання нових виступів за межами сучасного театрального бізнесу та обговорення їх з авторами.
З травня 2008 року відбувається міждисциплінарний дискусійний форум «Форум дискурсної драматургії» (також Форум DD). Його координує драматург Наталі Дрімейєр та політолог Ян Дек. Робоча група, яка заснована Крістіною Бем, Лене Грош та Крістою Хоманн, ставить собі за мету драматургію підняти з початкового рівня до професійного. Саша Ферстер та Кая Джактати працюють над концепцією драматургії в галузі театральних вистав із групою «Драматургія без драматургії». З щорічної конференції в Фрайбурзі в «Театрі міжкультурного суспільстві» функціонувала робоча група з однойменною назвою, заснована Брігітте Детхір, Хансом-Петером Фрінгс та Йозефом Маккертом.
Щорічні зустрічі
Суспільство організовує щорічні зустрічі, які відбуваються по черзі в різних театральних містах Німеччини, Австрії та Швейцарії, кожен з яких зосереджений на конкретній темі.
Кляйст-премії
Кляйст-премії для молодих драматургів є невід'ємною частиною Фестивалю Кляйста, який щорічно проводиться в жовтні на честь поета та драматурга Генріха фон Кляйста, який народився у Франкфурті (Одер). Заявки на отримання призу мають усі автори, які не старші за 35 років після закінчення подання заявки.
Нагорода припадає на 7500 євро, і пов'язана з гарантією першої витримки у місті Франкфурт (Одер) разом з Ruhrfestspiele Реклінггаузен Dramaturgische Gesellschaft та Франкфуртським виставковим і подіям суспільства.